# Georges Hahn
Georges Hahn (* 12. Mai 1913 in Österreich; † 18. April 1994 in Frankreich) war ein österreichischer Psychologe, Autor und Hochschullehrer.

## Leben
Hahn entstammte einer Wiener Familie, die vom Judentum zum Katholizismus konvertiert war. Er stand in Kontakt mit Familie Freud, musste als Antifaschist 1938 Österreich verlassen und nahm als Assistent bei Wolfgang Köhler am Swarthmore College in den USA die Impulse der Gestaltpsychologie auf, bevor er 1946 zum Institut Catholique de Toulouse kam. Mitte der 1960er wurde er Präsident der Union Catholique Internationale de Service Sociale (UCISS).

## Schriften (Auswahl)
- (1959): Le Séminaire de l’U. C. I. S. S. à Rapallo. In: Service Social Dans le Monde 18 (3 (octobre)), S. 167–169.
- (1962): Sozialer Dienst als menschliche Begegnung. In: Cäcilia Böhle (Hg.): Sozialer Dienst als menschliche Begegnung. Freiburg im Breisgau: Lambertus, S. 9–24.
- (1968): Le Temps et la mort dans la philosophie espagnole contemporaine, coll. Nouvelle recherche, ed. PUF / Privat, Paris / Toulouse.
- (1969): La formation des travailleurs sociaux. nouvelles perspectives pédagogiques (sous la direction de Georges Hahn), 1969.